# 十日間の不思議
『十日間の不思議』（とおかかんのふしぎ、Ten Days' Wonder ）は、1948年に発表されたエラリイ・クイーンの長編推理小説。
エラリイ・クイーン（作者と同名の探偵）が登場する作品であり、架空の町ライツヴィルを舞台にした作品の第3話である。

## あらすじ
彫刻家のハワード・ヴァン・ホーンは気が付くと血まみれで安宿にいた。自分の血らしい。記憶喪失の間に犯罪に関係したのではと不安になる。彼はこのところ、こういう記憶喪失が相次いで起こっている。服を脱いで寝ようとしたら、次の瞬間、400マイル離れたドライブインにいた。その間、5日と半日。次は、26時間後に発見され、その後の8時間の記憶がない。その後、頻発、3、4週間続くこともあれば、握拳される場所も、ボストン、ニューヨーク、プロビデンスとまちまち。今回、血まみれだったことで、エラリーに相談した。彼は1939年、大戦前のパリで、画学生としてエラリーと知り合った。エラリイは彼の病気を調べるため彼の故郷ライツヴィルを訪れる。エラリーにとっては、ライツヴィルは三回目の訪問。
ヴァン・ホーン家は、ハワードの父ディーズと継母のサリー、叔父ウルファートがいる。ハワードは捨て子から養子に、サリーは貧民街で工場を経営していた両親の子。ただし、ディーズの工場買収で首にされ、両親の死後、ディーズの経済援助で学校に行き、大卒後、ディーズと結婚。今あるものは、すべてディーズによって作られたもの。しかし、そのハワードとサリーが義母と養子の間で恋仲になっている。二人の恋文を収めた宝石箱が盗難にあい、宝石は戻ったものの、恋文が戻ってこない。その恋文を手に入れた者が２人を恐喝してきた。恐喝者にお金を払うため、ハワードは泥棒に見せかけて、父の金庫からお金を盗んだのだが、…。そうとしらない父は、町の美術館建設計画に、息子に玄関の彫刻をやらせてくれるならという条件で、多額の寄付をしようとしている。恐喝者との交渉には、エラリーが出向き、手紙を取り戻してきた。
その翌日、ディーズが、ハワードの本当の両親の身元が判明した。30年前依頼して不首尾に終わった探偵の代わりに、新しい探偵社に依賴。全てが判明、本当の両親は農夫で既にふたりともなくなっていた。ということで、ディーズの弟ウルファートは、養子と「妻」になったばかりの女と自分の間で遺産の配分はどうなるんだ、と問いただす。そこで、この家にはさらにディーズの老母も住んでいることが明らかになる。ここまでで5日が経過。
そして、恐喝者から再度の金の要求が来て、狼狽するハワードとサリー。エラリーは、ディーズにあなたの命が危ないと警告したが、殺害されたのは、彼の妻サリーだった。しかも、寝ていたハワードの指には、サリーの血痕が認められる。前夜も彼は無意識のまま、車を走らせて実の両親の墓のある墓地までドライブしたのに、覚えていない。エラリーは、判断を誤ったのか。ハワードの記憶喪失中の行動の意味は一体どんな意味があるのか。妻と養子の息子の不倫をディーズは掌握していたのか。ウルファートの遺産狙いは成功するのかを巡って物語は、謎解きに入っていく。

## 主な登場人物
- ハウ（ハワード）・ヴァン・ホーン - ライツヴィル出身の彫刻家。パリでエラリーと知り合う。
- ディーズ（ディードリッチ）・ヴァン・ホーン - ライツヴィルの企業家で地元の政治家。ハワードの養父。
- サリー（セイラ）・ヴァン・ホーン - ディードリッチの後妻。ハワードの年下の継母。
- ウルフ（ウルファート）・ヴァン・ホーン - ディードリッチの弟。甥のハワードとは不仲。ホーン財閥の実務を担当している。
- ヴァン・ホーン未亡人 - ディードリッチとウルファートの母親。百歳の高齢ながら自立し、聖書とともに毎日を生きる。亡夫（二兄弟の父）は宣教師だった。
- ローラ - ヴァン・ホーン家の家政婦。
- エラリイ・クイーン - 推理作家の名探偵。ライツヴィルのヴァン・ホーン宅に滞在する。

## 提示される謎
- 見立て殺人（十戒）
- 恐喝者の正体は誰か。
- ヴァン・ホーン家でエラリイが目撃した徘徊する謎の老婆は何者か。

## 特記事項
- 作中で登場人物が「ライト家の騒動」と「フォックス事件」について語っており、『災厄の町』、『フォックス家の殺人』のネタバレがある[注 2]。
- 鮎川哲也は本作の文中に事実と異なる記述があり、読者に対しアンフェアであると述べている[1]。
- ライツヴィルから戻ったエラリイが、世界を回って数々の事件を調べる旅に出たと言及されるが、この期間のエピソードはのちに『エラリー・クイーンの国際事件簿』[2]として発表される。

## 作品の評価
- ハヤカワベスト100・85位
- ＥＱアンケート45位
- エラリー・クイーン・ファンクラブ会員40名の採点による「クイーン長編ランキング」9位[3]。

## 日本語訳
- 『十日間の不思議』 青田勝訳、早川書房・ハヤカワポケットミステリ、1959年
- 『十日間の不思議』 青田勝訳、ハヤカワ・ミステリ文庫、1976年。ISBN 4-15-070101-6
- 『十日間の不思議  新訳版』 越前敏弥訳、ハヤカワ・ミステリ文庫、2021年。ISBN 4-15-070154-7

## 映画化
1971年、フランスの監督クロード・シャブルによって映画化された。フランス語のタイトルは、" La Décade prodigieuse"(英訳のタイトルは、"Ten Days' Wonder")である。ディードリッチ役がオーソン・ウェルズ、ハワード役がアンソニー・パーキンス、サリー役がマルレーヌ・ジョベール。エラリーは、探偵ではなく、ハワードの恩師の哲学教授という設定で、ミシェル・ピコリが演じた。